# Mario Paniconi
Mario Paniconi (Roma, 1º marzo 1904 – Frascati, 24 settembre 1973) è stato un architetto e urbanista italiano.

## Biografia
Si laurea nel 1931 alla Scuola di architettura di Roma, qui incontra Giulio Pediconi, con il quale nasce subito una grande amicizia ed un'intensa collaborazione professionale che durerà per tutta la carriera, insieme daranno vita, a partire dai primi anni '30 ad uno degli studi professionali più attivi a Roma. Mario Paniconi fu uno degli architetti più in vista durante il fascismo; con Giulio Pediconi partecipa ai grandi concorsi degli anni '30 ed al dibattito culturale del periodo, propone uno stile di perfetto equilibrio tra tradizione ed innovazione.
Aderisce al movimento del RAMI (Raggruppamento Architetti Moderni Italiani) movimento ispirato da Alberto Calza Bini segretario del sindacato degli architetti fascisti (insieme con Giulio Pediconi, Concezio Petrucci, Luigi Moretti, Luigi Ciarrocchi, Mario De Renzi, Marchi, Giuseppe Nicolosi, Seno, Luciano Tufaroli, Vetriani) che propugna un compromesso fra le idee del Movimento Moderno e la tradizione architettonica italiana. Fu membro del direttorio nazionale del sindacato architetti (1932-33) e del direttorio del sindacato regionale architetti del Lazio (1931-33). Nel 1933 partecipa alla V Triennale di Milano con il progetto "Casa di campagna per un uomo di studio" con Giulio Pediconi, Luigi Moretti, Luciano Tufaroli, Silenzi. Ha svolto gran parte della sua attività progettuale con l'architetto Giulio Pediconi. Tra la vastissima attività dello studio si ricordano, oltre all'opera più famosa: Palazzi dell'INA e dell'INPS all'EUR, Roma
(1939, in collaborazione), il complesso edilizio INA a Latina (1938), il piano di ricostruzione di Orbetello e Porto Santo Stefano (1938-45); inoltre tra le opere romane si segnalano: la Casa-albergo per il Ministero delle Poste e Telecomunicazioni a viale Guglielmo Massaia (1954-58), il complesso edilizio a piazza Pio XI (1961-66), il Palazzo IMI all'EUR (1961), la sede del Ministero delle Poste all'EUR (1963-65).

## Lavori e progetti

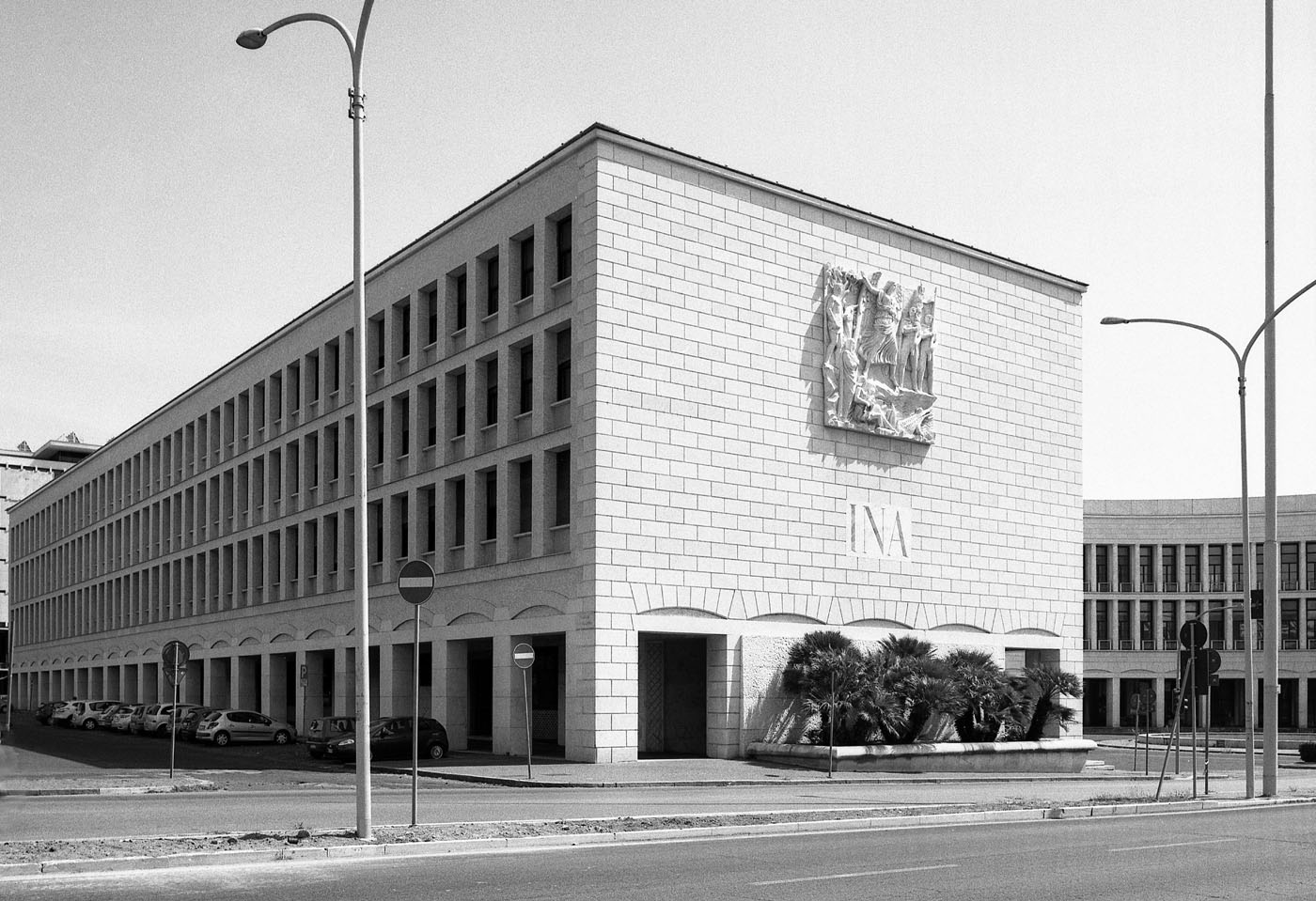
Palazzo INA all'EUR Roma (1939)

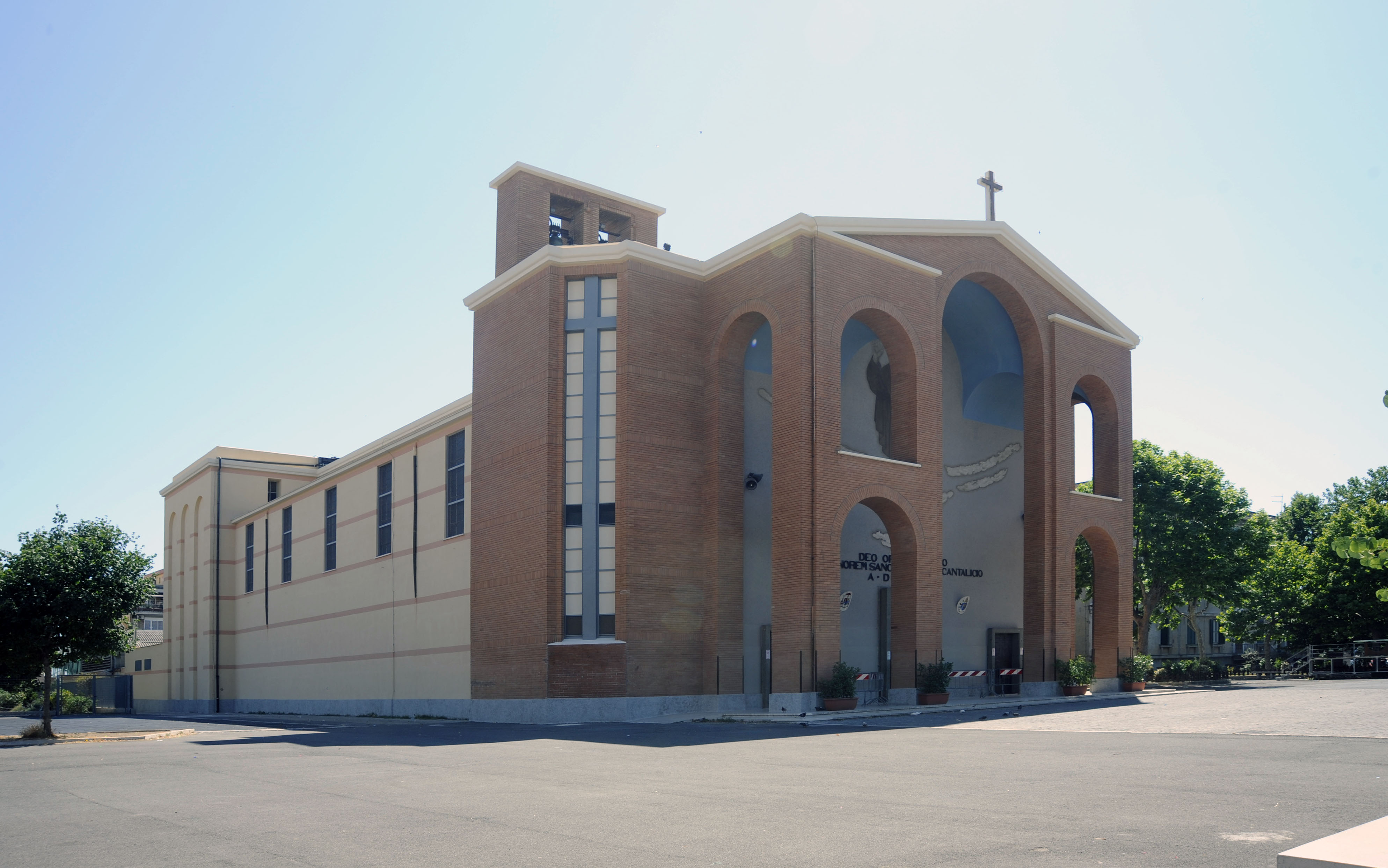
Chiesa San Felice da Cantalice a Roma

- Palazzo dell'INA e dell'INPS all'EUR, Roma

- "Casa di campagna per un uomo di studio" alla V Triennale di Milano, 1933 (PDF) [collegamento interrotto], su casadellarchitettura.eu.
- Liceo scientifico statale "Galileo Galilei", Pescara, 1936
- Casa Ceradini a via Amba Aradam Roma 1936
- Colonia Marina Femminile dei Fasci Italiani all'Estero, Tirrenia, su ita.archinform.net.
- Casa del Balilla di Pescara, 1939
- Cassa di Risparmio di Foligno
- Chiesa di San Felice da Cantalice
- Palazzo dell'Economia Corporativa, Pesaro, su artefascista.it.
- Piano regolatore di Pisa
- Quartiere Valco San Paolo (tipologie edilizie), Roma, 1949-1951, su urbanistica.unipr.it.
- Vicequestura del quartiere Nomentano
- Fontana della Sfera nel Foro Mussolini, su artefascista.it.
- Chiesa di San Gregorio VII a Roma, 1959
- Chiesa di San Giuseppe Cafasso, Roma
- Chiesa della Sacra Famiglia, Roma, 1978
- Chiesa di San Rocco, Ceprano
- Palazzi gemelli dell'INA di Piazza Roma , Littoria / Latina (1938).